# Phegopteris unidentata
Phegopteris unidentata là một loài dương xỉ trong họ Thelypteridaceae. Loài này được H. Mann mô tả khoa học đầu tiên.
Danh pháp khoa học của loài này chưa được làm sáng tỏ. 